# Либердаде (Сао Пауло)
Либердаде (на португалски: Liberdade; на японски: リベルダーデ, Свобода) е окръг в подпрефектура Се (от общо 96 окръга) на Сао Пауло в щата Сао Пауло.
Има население 57 860 жители (2010 г.) и обща площ от 3,7 km2.
Жителите му са предимно японци и други азиатци. Кварталът е считан за най-голямата японска колония извън Япония.